# Zhangsolvidae
Zhangsolvidae — вимерла родина двокрилих комах, що існувала у крейдовому періоді (112—94 млн років тому).

## Скам'янілості
Скам'янілі рештки представників родини виявлені в Китаї, Іспанії, Бразилії та у бірманському бурштині.

## Опис
Зовні схожі на невеликих мух з довгим хоботком. Тіло завдовжки 9-14 мм. Хоботок в 4 рази більший за довжину голови. Верхня щелепа оснащена невеликим лабеллумом. Щупии довгі, виступаючі, складені з двох члеників. Довжина крила 6-9 мм. Жилка C закінчується біля вершини крила, жилка M1 сильно вигнута, жилка M3 впадає в CuA1, жилка CuA2 в A1 поруч з краєм крила.
За допомогою хоботка комахи живилися нектаром та пилком. На тілі одного зразка виявлено скам'янілий пилок бенетитів. Ця муха, можливо, була запилювачем цих рослин.

## Роди та види
- Рід Buccinatormyia Arillo et al., 2014
  - Buccinatormyia magnifica Arillo et al., 2014
  - Buccinatormyia soplaensis Arillo et al., 2014
- Рід Burmomyia Zhang and Wang 2019
  - Burmomyia rossi Arillo et al., 2014
- Рід Cratomyia Mazzarolo & Amorim, 2000
  - Cratomyia macrorrhyncha Mazzarolo & Amorim, 2000
  - Cratomyia cretacicus (Willkommen, 2007)
  - Cratomyia mimetica (Grimaldi 2016)
  - Cratomyia zhuoi (Zhang and Wang 2019)
- Рід Linguatormyia Grimaldi, 2014
  - Linguatormyia teletacta Grimaldi, 2014
- Рід Zhangsolva Nagatomi & Yang, 1998
  - Zhangsolva cupressa Nagatomi & Yang, 1998